# Mara Salvatrucha
Mara Salvatrucha (Ма́ра Сальватру́ча, что на сленге значит «бригада сальвадорских кочевых муравьёв», или MS-13) — организованная международная преступная группировка; одна из самых жестоких, многочисленных и быстрорастущих уличных банд Центральной и Северной Америки, которая активно действует на территории нескольких стран (прежде всего, в США, Мексике, Сальвадоре, Гондурасе и Гватемале). По разным оценкам, численность преступного синдиката колеблется от 50 до 300 тыс. человек, включая ассоциированных членов (в том числе в США — от 10 до 40 тыс.). Согласно оценкам правоохранителей, в том числе ФБР, численность Mara Salvatrucha составляет около 50—80 тыс. человек, из которых около 10—15 тыс. находятся в США. Этнический состав банды является смешанным, в Соединённых Штатах в ней состоят сальвадорцы, гондурасцы, гватемальцы, никарагуанцы, мексиканцы и другие латиноамериканцы (как недавние иммигранты, так и американцы первого поколения). Mara Salvatrucha действует в границах определённой городской территории, периодически предпринимая попытки расширить подконтрольные владения (кроме того, она достаточно активна и влиятельна в тюрьмах Центральной Америки).
Mara Salvatrucha занимается многими видами преступного бизнеса, в том числе торговлей наркотиками, оружием и людьми; грабежами, рэкетом, заказными убийствами, похищениями людей с целью получения выкупа, сутенёрством, угонами автомобилей, отмыванием денег и мошенничеством. Многие уличные торговцы и небольшие магазины, расположенные на территориях Mara Salvatrucha, платят банде до половины дохода за возможность работать. Вынуждены платить MS-13 и многие проживающие в США сальвадорцы, родственников которых в случае отказа бандиты изувечат или убьют на родине (как на воле, так и в тюрьме). Но наибольшую прибыль Mara Salvatrucha получает от посредничества в наркоторговле или собирая дань за право торговать наркотиками на «своей» территории. Также на MS-13 замыкаются многочисленные команды воров, промышляющие в розничных сетях, небольших магазинах и аптеках.

## История
МЅ-13 возникла в Лос-Анджелесе в среде иммигрантов из Сальвадора, которые массово хлынули в США в начале 1980-х годов, спасаясь от гражданской войны в своей родной стране (к началу 1990-х годов только в Лос-Анджелесе проживало около 300 тыс. сальвадорцев). Подвергаясь насилию со стороны других уличных банд (прежде всего латиноамериканцев из 18th Street gang и афроамериканцев), сальвадорцы в ответ создали свою группировку. С ростом численности иммигрантов и расширением влияния у Mara Salvatrucha стали появляться территориальные «филиалы» («клики») — Holywood Locos, Sailors Locos Salvatruchos, Langley Park Salvatruchos, Teclas Locos Salvatruchos, Centrales Locos Salvatruchos, Directa Locos Salvatruchos, Chilangeras Locos Salvatruchos, Brentwood Locos Salvatruchos, Hempstead Locos Salvatruchos, Familia Mara Salvatrucha, Freeport Locos Salvatruchos, Francis Street Locos, Park View Locos Salvatruchos, Coronado Street Locos, Pee Wee Locos, Rampart Street Locos, Western Locos Salvatrucha, Normandie Locos Salvatruchos и Leeward Grandes Salvatruchos (последние две «клики», базирующиеся в Лос-Анджелесе, к 2007 году являлись наиболее авторитетными).
С начала 1990-х годов американская полиция и иммиграционные власти стали активно практиковать массовую высылку членов Mara Salvatrucha на родину, таким образом положив начало популяризации банды в Сальвадоре. Американская гангстерская субкультура (стиль и цвета одежды, манера поведения, жесты и сленг, музыкальная культура, включая гангста-рэп) нашла в истерзанном войной Сальвадоре благоприятную почву, но, столкнувшись с местными традициями, стала более жестокой и кровавой. Mara Salvatrucha начала подминать под свой контроль целые городские районы и тюрьмы; постепенно к ней стали примыкать бывшие боевики, прошедшие гражданскую войну, и банда распространила своё влияние по всей Центральной Америке (а тюрьмы превратились в настоящие «университеты» для начинающих бандитов). В 1996 году в Сальвадоре было заключено первое перемирие между враждующими MS-13 и М-18, но жёсткая политика властей по отношению к бандам нарушила мир и спровоцировала новую волну насилия.
13 июля 2003 года недалеко от Вашингтона гангстеры из Mara Salvatrucha убили 17-летнюю беременную Бренду Пас, узнав что она, будучи членом банды, стала осведомителем ФБР и участвовала в программе защиты свидетелей (это преступление имело широкую огласку в прессе). В 2004 году на Лонг-Айленде прошла представительная встреча лидеров MS-13, на которой они попытались сблизить «клики» Западного и Восточного побережий США. В декабре 2004 года возле города Сан-Педро-Сула на севере Гондураса боевики Mara Salvatrucha расстреляли пассажирский автобус, в результате чего 28 человек, включая шестерых детей, погибли и 14 получили тяжёлые ранения. Эта кровавая акция устрашения была предпринята бандитами в ответ на планы властей страны ввести смертную казнь за тяжкие преступления. Несмотря на продолжающуюся массовую депортацию членов Mara Salvatrucha на родину, многие из них вскоре нелегально возвращаются в США, где вновь вливаются в ряды банды (в 2005—2010 годах американские правоохранители арестовали более 3 тыс. предполагаемых членов МЅ-13).
В августе 2005 года гангстеры Mara Salvatrucha совершили скоординированное нападение на своих врагов в семи сальвадорских тюрьмах, убив в общей сложности 35 членов конкурирующих банд (нередко от рук бандитов гибнут и отказавшиеся сотрудничать с ними сотрудники пенитенциарных учреждений, вплоть до начальников тюрем). В январе 2006 года в сальвадорском городе Сакатеколука члены MS-13 прямо во время матча расстреляли на футбольном поле семерых игроков одной из команд, которые предположительно входили в банду М-18. В июне 2007 года двое авторитетов MS-13, находившихся в сальвадорской тюрьме, были обвинены в том, что заказывали убийства в США. В июне 2009 года 18 членов МЅ-13, осуждённых за убийства, похищения людей, грабежи и рэкет, сбежали через 15-метровый тоннель из гондурасской тюрьмы города Сан-Педро-Сула. Весной 2012 года в Сальвадоре при посредничестве властей и католической церкви Mara Salvatrucha заключила перемирие со своими извечными врагами из банды М-18 (в ответ на снижение насилия на улицах и в тюрьмах, а также после обещания гангстеров прекратить принудительную вербовку подростков, власти страны перевели 30 главарей банд из учреждения строгого режима Сакатеколука в тюрьмы с более мягким режимом). В октябре 2012 года Mara Salvatrucha стала первой уличной бандой, которую федеральные власти США признали «транснациональной криминальной организацией» (это позволило властям замораживать любые финансовые активы банды и её членов, а также существенно затруднило финансовым учреждениям участвовать в любых сделках с членами МЅ-13 и, соответственно, ограничило возможности банды в переводе средств из США в Центральную Америку).
К концу 2012 года под давлением полиции и других правоохранительных органов власть Mara Salvatrucha над иммигрантскими районами Лос-Анджелеса несколько ослабла, но банда усилила своё влияние на Восточном побережье, особенно вокруг Вашингтона, где присутствует большая сальвадорская община (к 2012 году в районе столичного округа Колумбия действовало около ста «клик» общей численностью более 3 тыс. человек). В США члены Mara Salvatrucha и далее часто применяют насилие по отношению к предпринимателям, обывателям и незаконным иммигрантам, но показательных зверств и расправ становится меньше (в некоторых «кликах», опасаясь идентификации, даже перестали носить цвета банды, а вербовка новичков переместилась в социальные сети). Кроме того, несмотря на предпринимаемые меры, MS-13 продолжает удерживать лидерство в криминальном мире Центральной Америки.
В мае 2013 года после восьми месяцев переговоров в гондурасском городе Сан-Педро-Сула было заключено перемирие между Mara Salvatrucha и М-18, гарантами которого выступили местный епископ и Организация американских государств. В июле 2015 года члены Mara Salvatrucha и Barrio 18 устроили беспорядки в колонии для несовершеннолетних «Лас-Гавиотас» в Гватемале, в ходе которых жертвами юных преступников стали двое воспитателей. В сентябре 2017 года члены МЅ-13 совершили в городе Уитон (штат Мэриленд) жестокое убийство — они нанесли жертве множество колото-резанных ран, в том числе вырезали сердце, а затем обезглавили тело и закопали его в парке.
В мае 2019 года в Сальвадоре были осуждены 7 членов Mara Salvatrucha, которые совершали убийства ради получения страховки. Бандиты похищали женщин, заставляли их выходить замуж за незнакомых мужчин, которых затем убивали и забирали у «вдов» обналиченные деньги со страховых выплат за жизнь «супруга». Для Mara Salvatrucha практика похищения женщин довольно распространена. Одних жертв заставляли заботиться о детях бандитов, оказавшихся в тюрьмах, других девушек принуждали навещать заключенных бандитов под видом их жён, чтобы сексуально ублажать их на свиданиях. В июне 2019 года новым президентом Сальвадора стал Найиб Букеле, который начал активную кампанию против организованных банд. В стране начались массовые аресты и изоляция гангстеров в огромных тюремных комплексах строгого режима.
31 января 2022 года в федеральной тюрьме города Бомонт произошла драка между членами враждующих банд МЅ-13 и Мексиканской мафии, в результате которой два человека погибли и ещё двое получили тяжелые ножевые ранения. Опасаясь, что насилие перекинется и на другие пенитенциарные учреждения страны, Федеральное бюро тюрем ввело полную изоляцию всех федеральных тюрем США (локдаун подразумевает запрет заключённым выходить из камер и принимать посетителей).

## Структура и деятельность
Наибольшую активность члены Mara Salvatrucha проявляют в США (особенно в штатах Калифорния, Техас, Нью-Йорк, Нью-Джерси, Массачусетс, Мэриленд, Виргиния, Северная Каролина, Теннесси, Джорджия и округе Колумбия), а также в Сальвадоре, Гондурасе, Гватемале (особенно в департаменте Петен) и Мексике. Кроме того, они присутствуют в большинстве других штатов США, а также в Пуэрто-Рико, Никарагуа, Канаде (особенно в городах Ванкувер, Монреаль, Торонто) и Испании. В некоторых регионах Центральной Америки (в первую очередь, в бедных кварталах трущоб) Mara Salvatrucha с помощью насилия фактически подменила собой государственные структуры власти.
Mara Salvatrucha подразделяется на тысячи мелких территориальных образований — «клик», которые действуют достаточно автономно, но по первому сигналу объединяются для борьбы с внешней угрозой. Каждая «клика» имеет свои тайные арсеналы оружия, с помощью которого охраняет границы подвластной территории (на вооружении банды имеются даже M-16, AR-15, АК, гранаты и армейская взрывчатка). В своих кварталах гангстеры собирают дань со всех уличных наркодилеров и простых торговцев, жестоко наказывая осмелившихся ослушаться или утаить прибыль. Кроме того, члены MS-13 и сами торгуют мелкооптовыми партиями кокаина, героина, метамфетамина или марихуаны. Для координации действий главари «клик» регулярно проводят встречи, но чаще в целях конспирации общаются по телефону (основными темами обсуждения являются вербовка новичков, криминальные действия и предотвращение / улаживание конфликтов). Как родоначальники движения члены «клик» Лос-Анджелеса имеют более высокий авторитет и соответственно привилегированный статус среди множества других «клик» Соединённых Штатов. Лидеры североамериканских «клик» часть своих доходов перечисляют боссам Mara Salvatrucha в Центральную Америку, в том числе тем, кто находится в местах заключения (из 24,5 тыс. сальвадорских заключённых от 8,5 до 10 тыс. принадлежат к уличным бандам).
Банда содействует нелегальному пересечению границы, контролируя тайные тропы на границе между Гватемалой и Мексикой и Мексикой и США. Многие нелегальные иммигранты в оплату за переправку через границу перевозят оружие и наркотики, многие потом вовлекаются в структуры Mara Salvatrucha, занимаясь сбытом наркотиков или проституцией (кроме нелегальных иммигрантов члены MS-13 активно вовлекают в проституцию молодых американских девушек, попутно «подсаживая» их на наркотики). По состоянию на 2008 год от 60 до 90 % членов банды в США были нелегальными иммигрантами. В Mara Salvatrucha широко распространена практика миграции бандитов между государствами, когда они приезжают в США совершать преступления или скрываются от преследования властей в Центральной Америке. Гангстеры, пребывающие в США на нелегальном положении, часто перемещаются по стране с фальшивыми документами, останавливаясь у родственников и иногда даже оформляясь на работу (они предпочитают те сферы, в которых нет пристального внимания к документам и которые не часто проверяются иммиграционной службой — строительный и ресторанный бизнес, службы доставки и садоводство). Согласно данным, приведённым в 11 серии («Курс молодого бойца») американского документального сериала «Страна банд», члены MS-13 присутствуют во многих частях вооружённых сил США, в том числе на американских военных базах за рубежом. Гангстеры не только обучаются военному делу и специальным навыкам, но и вербуют в армии новых членов.
Основным союзником MS-13 в сфере наркобизнеса является картель Синалоа, который контролирует поставки кокаина в Сан-Диего (Калифорния) и Эль-Пасо (Техас). Также члены банды выполняют заказные убийства для многих мексиканских наркокартелей и тюремных банд. Главными врагами MS-13 в южной Калифорнии значатся уличные банды M18 и Playboys. В Лос-Анджелесе Mara Salvatrucha наиболее влиятельна в районах, расположенных восточнее Даунтауна (Рампарт, Пико-Юнион, Уэстлейк, Кориатаун, Уилшир-Сентр и Мид-Сити, кварталы между Гувер-стрит и авеню Нормандии, кварталы вокруг парка МакАртура и Сеульского международного парка), а также в Уэст-Адамсе, Голливуде и Северном Голливуде. В Нью-Йорке основными центрами деятельности MS-13 являются Куинс (особенно районы Флашинг, Джамейка и Фар-Рокауэй) и пригородные округа Нассо и Саффолк, в Нью-Джерси — Ньюарк и Лонг-Бранч, в районе Вашингтона — Лангли-Парк и Фэрфакс, в Сан-Франциско — районы Мишен и Эксельсиор. Члены банды вербуют новобранцев в школах, центрах для малолетних правонарушителей и на спортивных площадках (здесь им помогает «гламуризация» образа жизни MS-13 и всеамериканская известность банды, часто упоминаемой ведущими мировыми средствами массовой информации). В Центральной Америке за отказ вступить в банду могут и убить, причём жестоко и сразу нескольких человек. Нередко Mara Salvatrucha просто «поглощает» более мелкие уличные банды, давая им взамен свою «торговую марку», защиту и перспективы финансового роста.

## Субкультура и особенности
Боевики Mara Salvatrucha отличаются крайней жестокостью, призванной запугать конкурентов или власти. Во время пыток и убийств члены банды иногда отрубают мачете головы, руки, пальцы или гениталии жертв, скармливая их собакам. Ради устрашения они не останавливаются и перед групповыми изнасилованиями, массовыми расстрелами простых граждан или противников, а также, в отличие от других банд, «муравьи» не избегают вооружённых столкновений с полицией. Девизом гангстеров из MS-13 является клич «Mata, Viola, Controla» («Убивай, насилуй, подчиняй»). Среди них популярны также лозунги «Живёшь ради Бога и матери, а умираешь ради банды» и «То, что принадлежит Богу — принадлежит Богу, но то, что не принадлежит Ему — наше».
Отличительной чертой членов Mara Salvatrucha являются татуировки по всему телу, в том числе на лице и внутренней части губ. Они не только показывают принадлежность человека к банде, но и своими деталями рассказывают о его криминальной биографии, влиянии и статусе в сообществе. Цифра «13» в названии и соответственно татуировках банды обозначает букву «М» (13-я буква латинского алфавита) и призвана показать преданность Mara Salvatrucha самой мощной калифорнийской тюремной группировке — Мексиканской мафии. Сотрудничество с данной структурой началось в 1980-е годы, когда попавшие в калифорнийские тюрьмы сальвадорцы, не обладая достаточной численностью и опытом, были вынуждены примкнуть к схожей расово-языковой группировке, хотя на воле члены MS-13 продолжали оставаться достаточно автономными. Согласно другой, менее распространённой версии, цифра «13» обозначает 13-ю стрит в Лос-Анджелесе, где зародилась банда. Другими популярными татуировками являются «коза», обозначающая рога дьявола в форме буквы «М», телефонные коды (например, код 213 обозначает, что гангстер из Лос-Анджелеса, 212 — из Нью-Йорка и так далее) и орнаменты в стиле майя. Важной составляющей атрибутики банды являются настенные граффити, которые обозначают границы или участки подконтрольной территории, а также наносятся в память о погибших товарищах.
В одежде члены Mara Salvatrucha предпочитают синий и белый цвета, среди них популярен рэп на испанском и английском языках. Посвящение в члены банды называется «прыжок внутрь» и представляет собой групповое избиение новичка в течение не менее 13 секунд, когда испытуемый должен показать выдержку и отвагу. После посвящения новичок обязан закрепить свой статус убийством врага, а в дальнейшем приносить банде прибыль и вербовать новых членов. Mara Salvatrucha имеет свой язык жестов — «компоновка». У банды также существует свой «кодекс чести», за соблюдением которого следит «контрольный суд», выносящий приговоры (убить могут за уход из банды, за выведение татуировок, за предательство или сотрудничество с властями).

## Борьба правоохранительных органов с Mara Salvatrucha
В 1990-х годах, в ответ на разгул преступности, в Сальвадоре активизировался «эскадрон смерти» Sombra Negra, проводивший внесудебные расправы над членами молодёжных вооружённых банд. Хотя власти Сальвадора официально и отрицали своё участие в деятельности Sombra Negra, многие правозащитные организации утверждали, что отряды, в основном, состояли из полицейских и военных, а также использовали методы и оружие, находившиеся на вооружении правительственных структур. В соседнем Гондурасе правозащитники обвиняли власть в ещё более страшных расправах — якобы не без участия тюремной администрации в нескольких пожарах, случившихся в переполненных пенитенциарных учреждениях, погибли десятки членов Mara Salvatrucha (например, в мае 2004 года в тюрьме Сан-Педро-Сула в результате пожара погибло 107 заключённых, в том числе множество членов MS-13).
После прихода к власти в январе 2002 года президент Гондураса Рикардо Мадуро начал жёсткое наступление на организованную преступность, и прежде всего на молодёжные вооружённые группировки, численность которых достигала 100 тысяч человек (одной из причин такой неприязни к бандам было то, что от их рук в 1997 году погиб один из сыновей Мадуро). Президент начал кампанию «нулевой толерантности» по отношению к бандам (особенно к самой влиятельной из них — Mara Salvatrucha), активно привлекая к операциям не только полицию, но и армейские подразделения. Преступники ответили криминальным террором — массовыми расстрелами гражданских лиц, нападениями на правоохранителей и тюремными бунтами. По инициативе Мадуро в августе 2003 года была проведена реформа уголовного законодательства, согласно которой главарям банд теперь грозило тюремное заключение от 9 до 12 лет, а для других членов преступных сообществ срок предусматривался даже если они и не были уличены в совершении конкретного преступления (достаточным основанием для ареста считалось наличие бандитских татуировок или других отличительных знаков).
В феврале 2004 года были признаны виновными 30 членов уличных банд из Лонг-Айленда, обвинявшихся в убийствах, покушениях, поджогах, грабежах и торговле наркотиками (в числе осуждённых — 20 членов одной из «клик» MS-13, в основном иммигранты из Сальвадора, а также члены Bloods и Murder Unit). Они орудовали в округах Нассо и Саффолк, в том числе в городах Хемпстед, Рузвельт и Фрипорт, а среди их жертв значились не только конкуренты, свидетели и случайные прохожие, но и члены их же банд, провинившиеся перед лидерами.
В июле 2004 года в Гондурасе был обнаружен лидер одной из ячеек Аль-Каиды, который встречался с авторитетами MS-13 (предметом переговоров между Аднаном Гульшаиром Эль-Шукриджумахом и гангстерами являлась просьба исламистов о содействии в пересечении мексиканско-американской границы). Вскоре высокопоставленные американские чиновники стали отрицать контакты MS-13 с людьми из Аль-Каиды, хотя президент Сальвадора не исключал такой возможности. Летом 2004 года новый президент Сальвадора Антонио Сака также начал широкомасштабную кампанию против банд. Полиция провела массовые аресты, задерживая на улицах подростков только за наличие гангстерских татуировок. Кроме того, в декабре 2004 году специально для борьбы с Mara Salvatrucha ФБР создало особое подразделение под названием «National Gang Task Force» или «Fuerza Nacional Contra Pandillas» (Национальные силы по борьбе с бандами). После расстрела в конце 2004 года боевиками Mara Salvatrucha автобуса власти Гондураса провели масштабную операцию по поиску причастных к дерзкому преступлению. Более 2 тыс. военнослужащих прочесали трущобы и предместья Сан-Педро-Сулы, вскоре мексиканская полиция арестовала двоих подозреваемых — Алексиса Рамиреса и Хуана Карлоса Миранду (они были приговорены к пожизненному заключению), а в Техасе в феврале 2005 года был задержан предполагаемый организатор нападения — Эбнер Анибал Ривера-Пас (Эль-Куличе) из Normandie Locos Salvatruchos.
В марте 2005 года в ходе первой общенациональной операции против Mara Salvatrucha правоохранительные органы США арестовали в семи городах 103 членов банды (30 — в Нью-Йорке и Саффолке на Лонг-Айленде, 25 — в Вашингтоне, 17 — в Лос-Анджелесе, 10 — в Ньюарке, 10 — в Майами, 10 — в Балтиморе и одного — в Ирвинге). Большинство арестованных преступников оказались нелегальными иммигрантами, почти половина из них ранее уже была осуждена за тяжкие преступления, включая убийства, разбойные нападения и поджоги (среди арестованных в Лос-Анджелесе оказался бывший сальвадорский военный, числившийся одним из лидеров «клики» MS-13 в Голливуде, а среди арестованных в Нью-Джерси — лидер «клики» в Лонг-Бранч). В мае — июне 2005 года правоохранительные органы США провели новую масштабную операцию против членов уличных банд, арестовав более 1 тыс. человек, в том числе 580 человек в ходе двухнедельной операции в середине июня (среди задержанных значительную долю составляли члены Mara Salvatrucha).
В сентябре 2005 года более 650 членов Mara Salvatrucha были арестованы в ходе масштабной спецоперации, которая проводилась под управлением ФБР одновременно в США, Мексике, Сальвадоре, Гватемале и Гондурасе. В облаве, которая продолжалась два дня, участвовало более 6,4 тыс. стражей правопорядка пяти стран. Самые масштабные задержания были проведены в Сальвадоре (237 человек), Гондурасе (162), Гватемале (98) и Мексике (90). В 13 штатах США было арестовано 73 человека (в том числе в Калифорнии — 32), причём половина из них оказалась за решёткой по подозрению в нарушении иммиграционного законодательства. В январе 2006 года президент Сальвадора Антонио Сака провозгласил «крестовый поход» против организованной преступности и особенно молодёжных банд MS-13 и M-18, которые полностью подчинили себе весь уголовный мир страны. В сентябре 2007 года благодаря сотрудничеству ФБР и полиции Сальвадора были арестованы 10 членов четырёх «клик» MS-13, в том числе двух самых влиятельных в стране — Los Teclanos и Los Pinos Locos Salvatruchos. В июне 2008 года полиция Торонто арестовала 17 членов Mara Salvatrucha, обвинённых в торговле наркотиками и оружием, а также в грабежах и убийствах.
В октябре 2008 года на границе Мексики с Гватемалой был арестован член Mara Salvatrucha Родольфо Салинас, причастный к десяткам убийств в Гондурасе и США (в том числе к массовому расстрелу пассажиров автобуса в 2004 году и убийству капитана Алехандро Мотино, расстрелянного в 2007 году в Тегусигальпе). В июне 2009 года после трёхлетнего расследования 24 лидерам лос-анджелесской «клики» Mara Salvatrucha были предъявлены обвинения в убийствах, торговле наркотиками и рэкете, а также в подготовке убийства полицейского детектива (15 гангстеров были арестованы в ходе расследования, остальные уже находились в американских тюрьмах по другим обвинениям). В конце 2009 года правительство Сальвадора во главе с президентом Маурисио Фунесом начало новую крупномасштабную операцию по борьбе с организованной преступностью, направив для обеспечения порядка на улицах городов и в помощь местной полиции 4-тысячный армейский контингент. Но массовые аресты не смогли существенно изменить криминогенную ситуацию, так как многие боссы Mara Salvatrucha руководят своими подчинёнными с помощью мобильных телефонов даже из самых строгих сальвадорских тюрем.
В конце 2010 года правительство президента Гватемалы Альваро Колома предприняло наступление на окопавшиеся в стране мексиканские наркокартели, которые тесно сотрудничали с Mara Salvatrucha (особое опасение властей вызывали картель Лос-Сетас, усиливший влияние на севере страны, вдоль границы с Мексикой, и Картель Синалоа, укрепившийся в западной Гватемале). Члены Лос-Сетас вооружали и обучали «клики» MS-13, а те в ответ предоставляли картелю разведывательные данные; совершали преступления, отвлекавшие внимание правоохранителей от наркотрафика, и курировали розничный сбыт наркотиков в трущобах. В апреле 2012 года в ходе крупномасштабной операции, направленной против этнических банд, в США и Гондурасе было задержано 792 человека, промышлявших торговлей наркотиками, оружием и людьми (в том числе и члены Mara Salvatrucha).
Летом 2017 года президент Дональд Трамп в своей речи назвал Mara Salvatrucha одной из главных угроз Америки, а её членов — «животными», пообещав уничтожить банду за время своего правления. В октябре 2017 года в гватемальском городе Чимальтенанго по обвинению в организации и совершении множества убийств и других преступлений был арестован один из главных лидеров MS-13 — Анхель Габриэль Рейес Маррокин по кличке «Белый» (Blanco). Он руководил местной бандой Locos Centrales, которую основали сальвадорские мигранты в Лос-Анджелесе.
В ноябре 2017 года власти завершили масштабную операцию против Mara Salvatrucha на всей территории США. Во время серии облав, которые длились в течение месяца, были задержаны 214 предполагаемых членов группировки. Более половины из них были арестованы за нарушения миграционных законов, а в отношении 93 человек полиция завела уголовные дела об убийствах, грабежах, рэкете и наркоторговле.
3 декабря 2022 года правительство Гондураса объявило, что для подавления преступных группировок, в частности, MS-13 и Barrio 18, в городах Тегусигальпа и Сан-Педро-Сула будут приостановлены некоторые конституционные права граждан.

## Упоминания в массовой культуре
- Художественный фильм «Тренировочный день» (2001) режиссёра Антуана Фукуа.
- Документальный фильм «Самая опасная банда в мире» (2007) канала National Geographic Channel.
- Документальный фильм «Сумасшедшая жизнь» (2008) режиссёра Кристиана Поведы.
- Художественный фильм «Без имени» (2009) режиссёра Кэри Фукунаги.
- Документальный фильм «Взгляд изнутри. Войны банд Лос-Анджелеса» (2009) канала Viasat Explorer.
- Книга «Это для Mara Salvatrucha: внутри MS-13, самой жестокой банды Америки» (2009) журналиста Сэмюэла Логана[англ.].
- Книга «Латиноамериканская банда: 18th Street Gang, Mara Salvatrucha, Latin Kings, Clanton 14» (2010).
- Документальный фильм «Бандитская война США» (2011) канала National Geographic Channel.
- Книга «Марас: бандитское насилие и безопасность в Центральной Америке» (2011) Томаса Брюно, Люсии Даммерт и Элизабет Скиннер.
- Художественный фильм «Гринго» (2012) режиссёра Эдуардо Родригеса.
- Художественный фильм «Ранние и короткие годы Сабины Ривас» (2012) режиссёра Луиса Мандоки.
- Компьютерная игра «Grand Theft Auto V» (2013) компании Rockstar Games. Прототипом банды «Марабунта Гранде» является MS 13.
- Документальный фильм «Взгляд изнутри. Кодекс мафии», эпизод 1 (2013) канала Discovery.
- Художественный фильм «Три девятки» (2016) режиссёра Джона Хиллкоута.
- Телесериал «ФБР» (2018) режиссёра Нильса Ардена Оплева, 1 сезон, 1 серия.
- Художественный фильм «Мы умираем молодыми» (2019) с Жан-Клодом Ван Даммом в главной роли.
- Телесериал «Пацаны» (2019) режиссёра Дэна Трахтенберга, 1 сезон, 4 серия.

## Комментарии
1. ↑  Термин «клика» несколько схож с общепринятым обозначением шайки, но касательно МЅ-13 он является специфической территориальной единицей в криминальной иерархии банды и поэтому далее по тексту заключается в кавычки.
2. ↑  Ещё одной версией обозначения является родство MS-13 с MR-13 (то есть «13» указывает на «революционное движение 13 ноября»), поскольку именно эта организация, возникшая в Гватемале в 1960-х годах и действовавшая во всех государствах региона, повлияла на формирование левого движения в Сальвадоре.